# Edwardsia ivelli
Edwardsia ivelli је корални полип из реда Actinaria.

## Угроженост
Подаци о распрострањености ове врсте су недовољни.

## Распрострањење
Ареал врсте је ограничен на једну државу. 
Уједињено Краљевство је једино познато природно станиште врсте.